# Mexická kuchyně

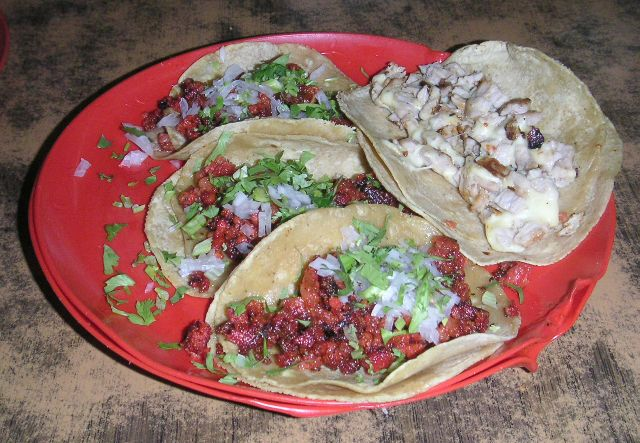
Tacos typické mexické jídlo

Mexická kuchyně je známa různorodými chutěmi, barevností jídel a množstvím koření a přísad, z nichž mnohé jsou domácího původu. V Mexiku se vyvíjela spojením tisíciletých domorodých kulinářských tradic a evropských prvků od 16. století. Typickými surovinami mexické kuchyně jsou fazole, kukuřice a chilli papričky. V listopadu 2010 byla tradiční mexická kuchyně zařazena na seznam nehmotných památek lidstva UNESCO.

## Historie

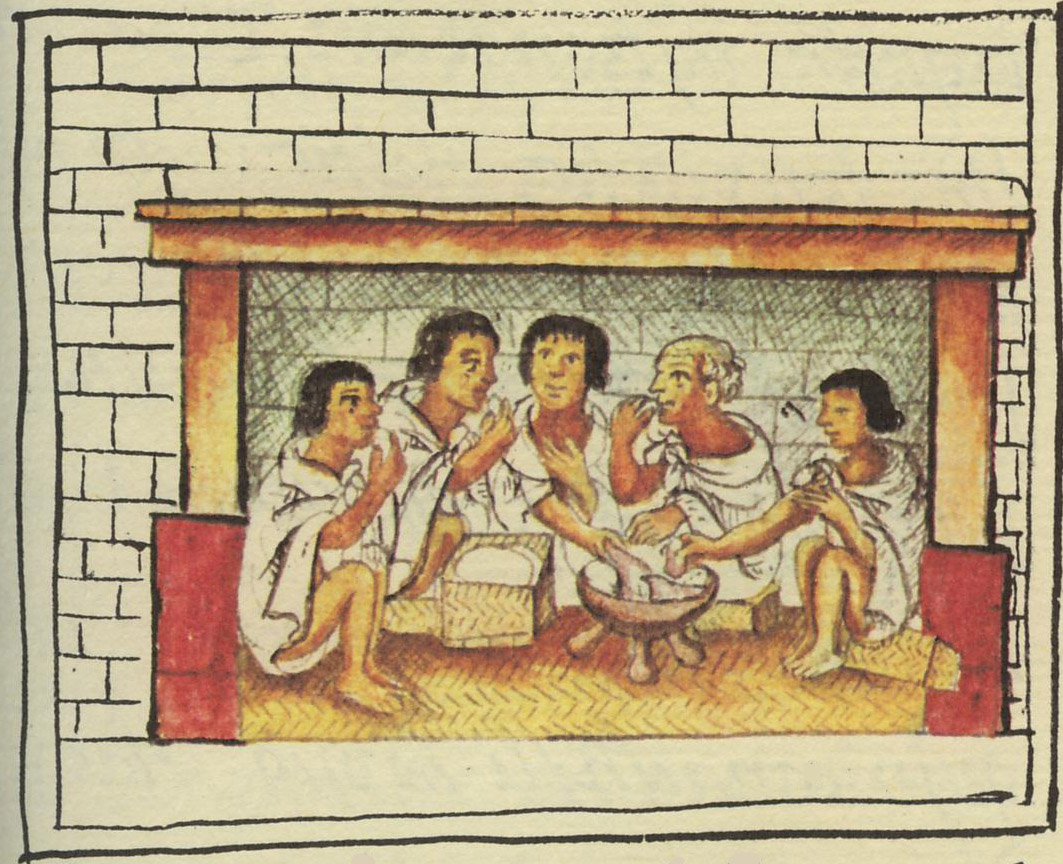
Aztéčtí muži a společné jídlo

Mexická kuchyně má dlouhou tradici, která sahá daleko před dobu objevení Ameriky Evropany. Asi před 10 000 lety byla podle odhadů domestikována kukuřice, jež se stala základní potravinou mezoamerických kultur. V době předhispánské byla strava místních domorodých obyvatel postavena především na zelenině. Kukuřice a chilli se staly základními ingrediencemi jídelníčku mezoamerických kultur. K dalším významným potravinám brzy patřily také jedlé rajče, kakao, avokádo, tykve, opuncie či vanilka, ingredience často spojované také s náboženským kultem boha Chicomecóatla. Mexičtí obyvatelé předkolumbovského období také konzumovali celou řadu druhů masa, například z krůty nebo psů xoloitzcuintle, ale také larvy, ještěrky nebo různé druhy ptáků a ryb.
Současná mexická kuchyně se zformovala pod vlivem evropské kolonizace počínaje 16. stoletím. V případě kuchyně se jednalo o míšení vlivů, které znamenalo nejenom uvedení nových gastronomických postupů, ale především nových surovin v souvislostí s takzvanou kolumbovskou výměnou. Mezi významné změny patřilo například uvedení vepřového masa, které má dnes obecně široké využití v mexické kuchyni. S kolonizací bylo do Mexika dále uvedeno také hovězí nebo skopové maso či další druhy obilnin jako například rýže a pšenice, které doplnily místní kukuřici.

## Základní suroviny

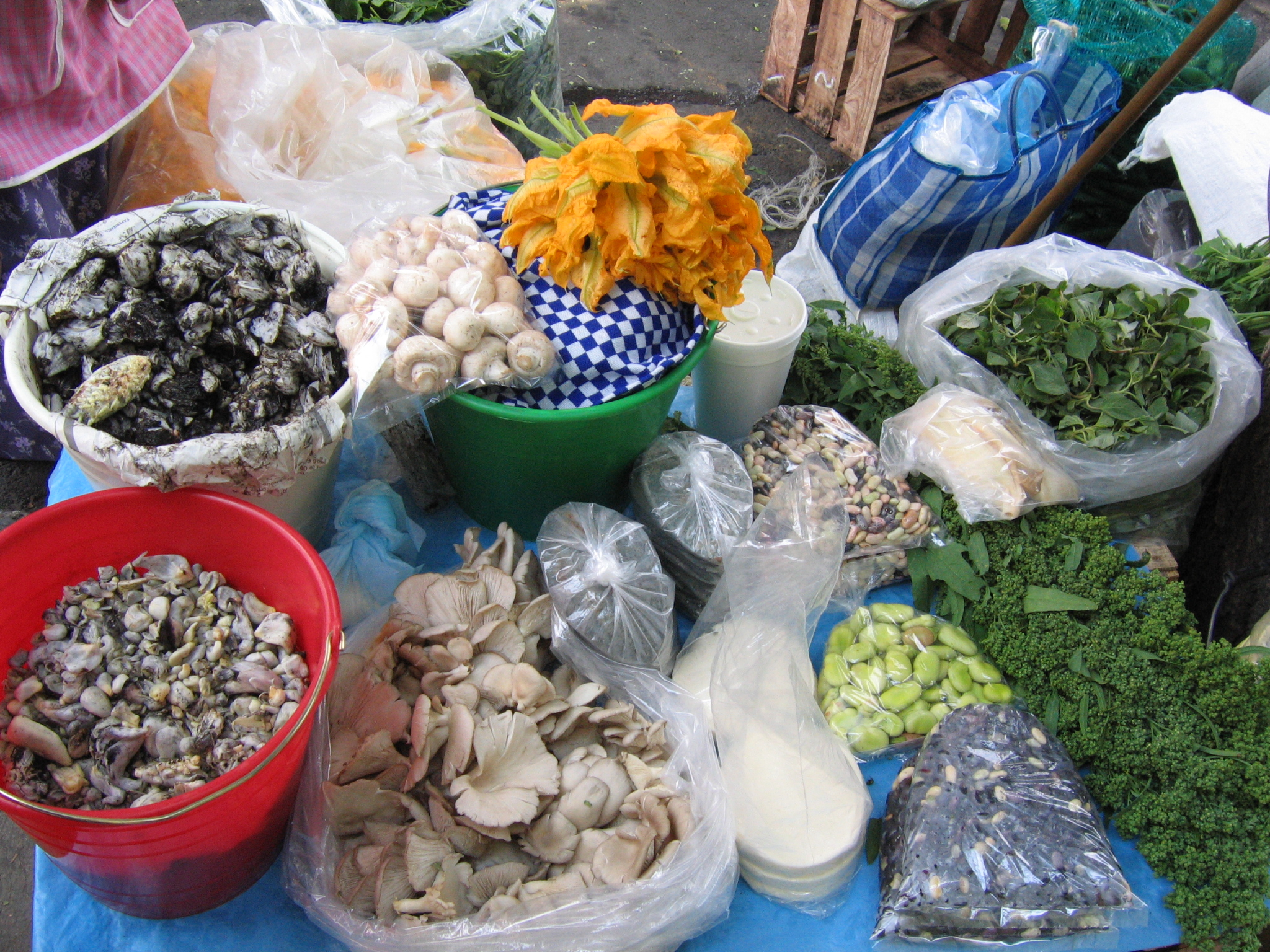
Různé ingredience k dostání na trhu v Mexico City

Kukuřice je významná surovina pro mexickou kuchyni. Jedná se o tradiční obilninu amerického kontinentu. Ve většině regionů dnešního Mexika se kukuřice hojně využívá, výjimku tvoří severní oblasti Mexika, kde ji zastiňuje pšenice. Základní způsob využití kukuřice v Mexiku je příprava tortill. Nicméně kukuřice je stejně důležitá také pro přípravu tamales, atoles (druh horkého nápoje) nebo antojitos (druh snacku). Vedle kukuřice mají svůj význam i další obilniny. K nim patří především pšenice, užívaná také k přípravě tortill. Kromě toho se pšenice hodně užívá k přípravě různých druhů chleba (pan) a sladkého pečiva. Také rýže se hodně používá jako základní ingredience mexické kuchyně. Rýže je často připravována na různý způsob jako je na červeno (se zelenými rajčaty a cibulí), na zeleno s chilli papričkami (chile poblano), na žluto se šafránem nebo ne černo s černými fazolemi atp. Ze zeleniny se často připravují rajče jedlé, různé druhy fazolí, paprik a chilli papriček, avokádo, tykve atp. K základním kořením patří například mleté chilli papričky, oregano, koriandr (včetně natě), merlík, skořice, kakao ale také římský kmín, česnek a cibule.

## Regionální diverzita
Mexická kuchyně je charakteristická regionální růzností. V podstatě každý region Mexika má svá typická jídla. Například region Oaxaca je typický přípravou omáček mole. Polévka pozole charakterizuje oblasti Jalisca nebo Sinaloi. Carnitas, druh dušeného nebo pečeného vepřového masa, jsou typické pro střední Mexiko. V oblasti Coahuila je populární připravovat různá jídla z kozího masa (cabritas) a nachos. V Sonoře a Chihuahua jde o typickou polévku zvanou menudo. Mimo tradiční regionální různosti se v Mexiku vaří také tzv. nová mexická kuchyně, která kombinuje prvky tradiční mexické kuchyně s moderní gastronomii.

## Základní jídla
- Tortillová placka se připravuje z kukuřičné nebo pšeničné mouky a má řadu využití například k přípravě tacos, burritos, quesadill, chimichangy a dalších typických jídel mexické kuchyně.
- Omáčky jsou důležitou součástí mexické kuchyně. Například zelená omáčka (salsa verde) je připravená ze zelených rajčat a chilli papriček a má konzistenci pasty. Podobně také červená omáčka (salsa roja) se skládá z rajčat, česneku a koriandrové natě. Může být připravená z čerstvých, vařených či grilovaných ingrediencí. Omáčka pico de gallo naopak připomíná konzistencí spíše verzi salátu. Připravuje se z na malé kousky nakrájených čerstvých rajčat, zelených chilli papriček, cibule a dále koriandrové natě, avokáda a citronové šťávy. Guacamole patří mezi další známé mexické omáčky. Základní ingrediencí je zralé avokádo, cibule, česnek, na jemno nakrájená rajčata a paprika jalapeňo a koriandrová nať.
- Tamales a mole patří k tradičním mexickým jídlům sahajícím do předkolumbovské doby. Tamales se připravují z kukuřičného těsta, které se připravuje tradiční metodou nazvanou nixtamalizace (slovo je přejato z jazyka Aztéků nahuatl). Nixtamalizace znamená specifickou přípravu mouky z kukuřice, při níž se celé zrno nejprve namočí a potom vaří v alkalické směsi většinou ve vápenaté vodě a až poté se oloupe. Takto připravené zrno se následně vymyje a později umele, čímž vznikne masa, která se potom nechá usušit a dále používá. Mole je tradiční omáčka.

## Příklady typických jídel podle regionů Mexika
- Dolní Kalifornie:

Tacos je jídlo které se skládá z různě připravených tortillových placek naplněných různými druhy připraveného (pečeného, dušeného) masa a s různými druhy mexických omáček jako je například salsa verde (zelená omáčka) nebo salsa roja (červená omáčka). V Dolní Kalifornii jsou populární tacos s rybou nebo pečeným masem.
- Coahuila:

Nachos jsou trojúhelníčky z kukuřičné tortilly pokryté například sýrem čedar, fazolemi, kečupem, masem, majonézou nebo pečeným masem atp. Region Coahuila je také známý přípravou různých druhů grilovaného masa (například kozího).
- Chihuahua:

Burritos jsou tortillové placky z pšeničné mouky, které se plní například fazolemi a sýrem ale i masem, zeleninou atd. Chihuahua je proslulá místním sýrem (queso Chihuahua) vyrobeným z kravského mléka a oblíbený s chilli con carne, nebo s quesadillas.
- Federální distrikt (Ciudad de Mexico a okolí):

Quesadilla je tortillová placka vyrobená z pšeničné mouky, která je naplněná gratinovaným sýrem a dalšími ingrediencemi. V hlavním městě se jedná například o salám chorizo, chile jalapeňpos, picadillo (směs mletého masa a koření) nebo brambory.
Michoacán de Ocampo:
Carnitas je druh grilovaného masa - v Michoacánu většinou vepřového podávaného s cibulí, koriandrem, guacamole a s tortillovými plackami.
- Oaxaca:

Tamales jsou považovány za jedno z jídel předkolumbovského původu. Jedná se o jídlo připravované mimo Mexika také ve Střední Americe nebo Jižní Americe. Jeho základem je kukuřičné těsto (masa de maís) s vepřovým či kuřecím masem vše zabalené do kukuřičné slupky, upravené v páře tamalery a podávané s červenou nebo zelenou omáčkou či mole.
Mole je omáčka z různých koření a ingrediencí jako jsou například rajčata, česnek, kmín, anýz, sezamová sazímka, chili a čokoláda. Nejznámější mexické mole je mole poblano.
- Sinaloa:

Chimichanga je druh burrita připravený z tortillové placky z pšeničné mouky s různými druhy ingrediencí jako jsou například fazole, rýže, sýr, kuřecí maso nebo různě marinovaná masa. Tortilla se sroluje do taštičky a ofrituje se. Hotová chimichanga se podává například s guacamole, zakysamou smetanou nebo se sýrem.
Menudo je tradiční polévka z hovězích drštěk a dále s chile, limetkou, koriandrovou natí a oregánem. Podává se obvykle s tortilloviu plackou.
- Sonora:

Burro percherón je další tradiční jídlo jehož základem je tortillová placka ke které se podávají například fazole, grilované maso, zelenina (např. rajčata) a sýr manchego.

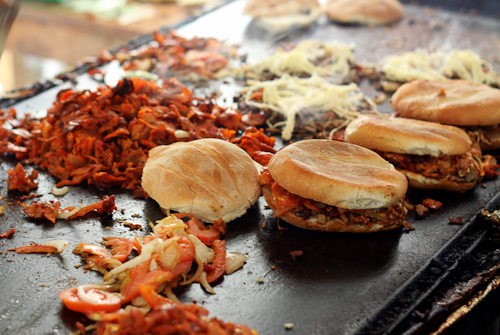
Tortas připravované v regionu Oaxaca
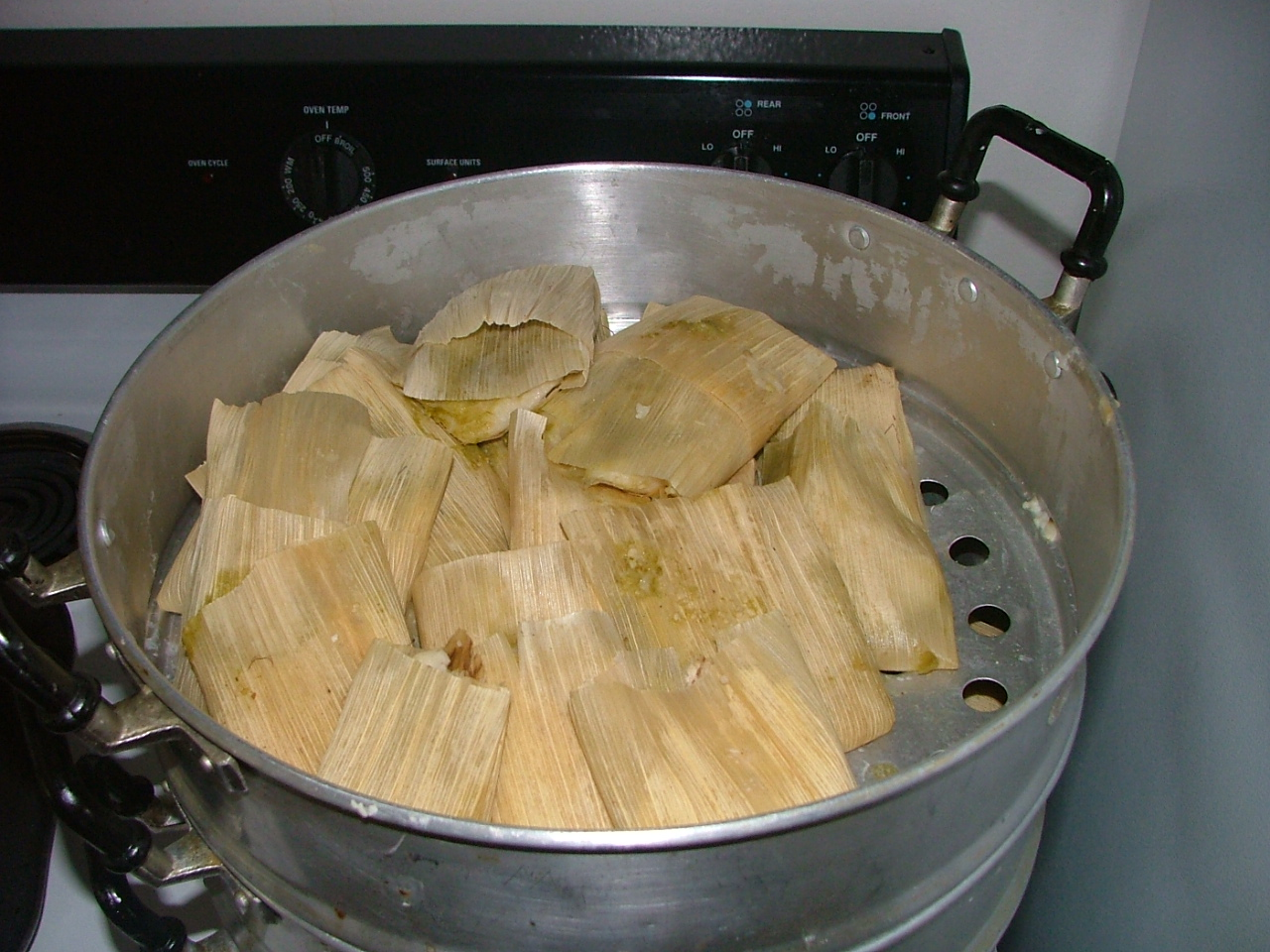
Tamales v tradiční tamaleře
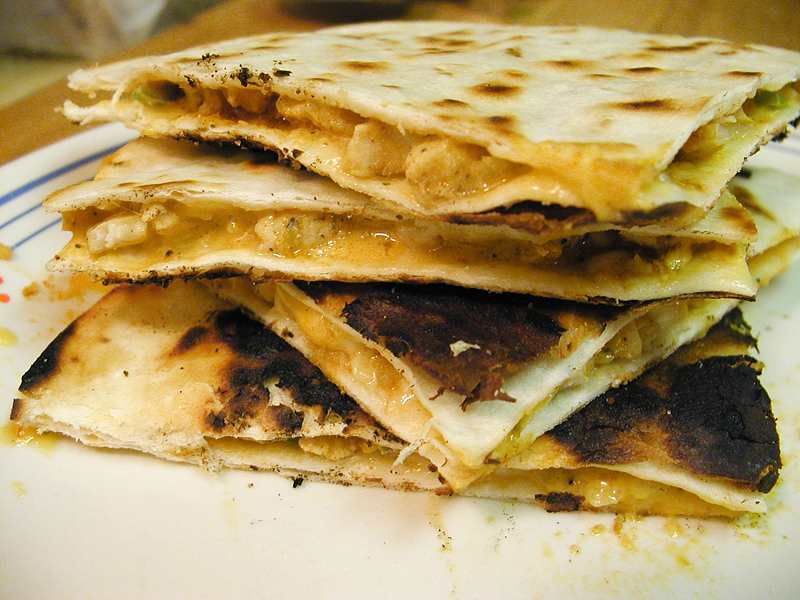
Quesadillas z tortillových placek
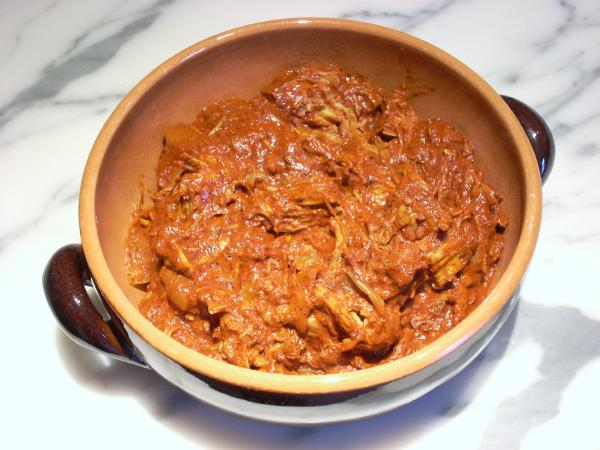
Miska a v ní cochinita pibil
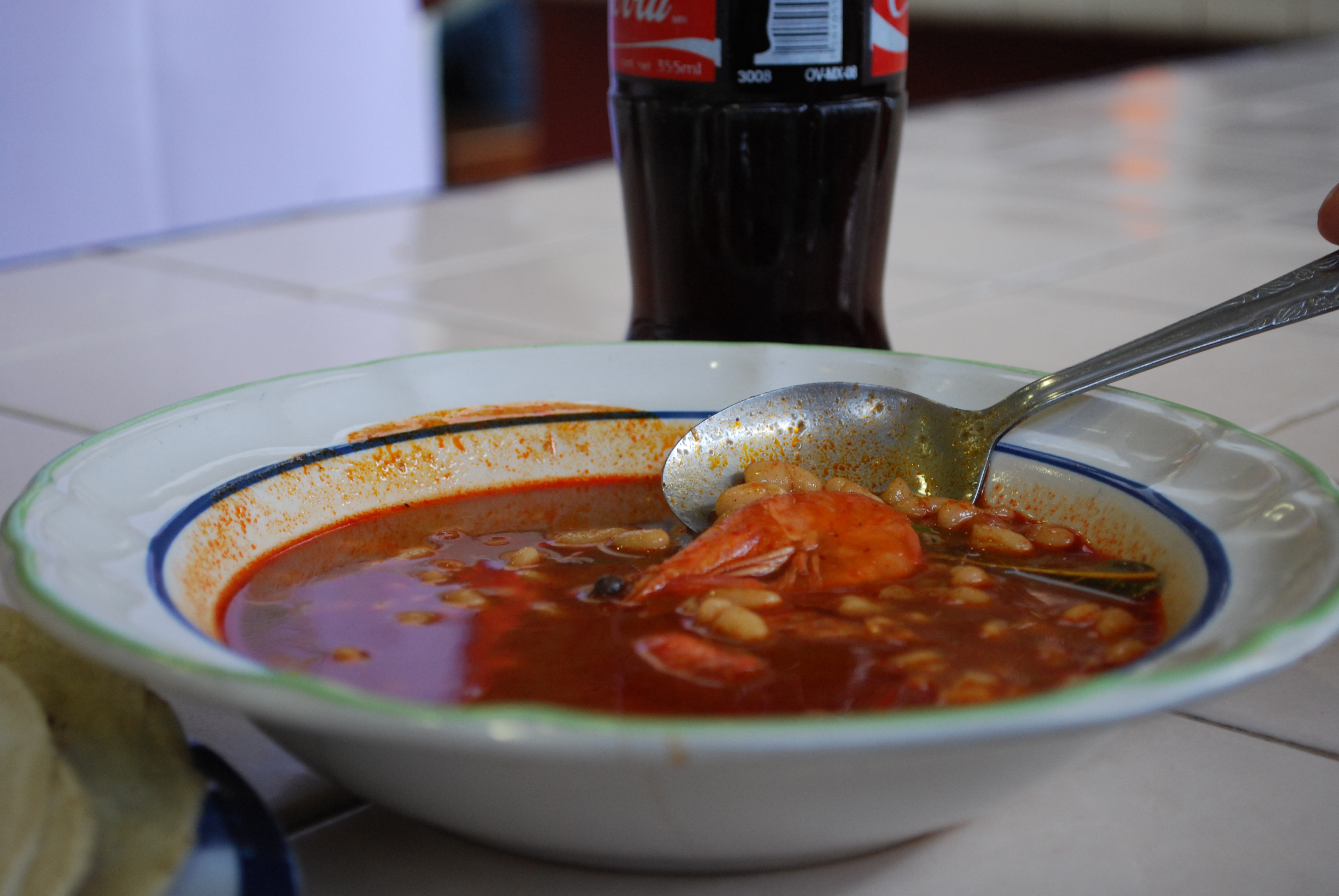
Mole s bílými fazolemi a krevetou